# Омограма
Омограма (грец. ὁμός — однаковий та γράμμα — запис) — твір комбінаторної поезії, різновид пантограми, в якому як літерний склад віршованих рядків, так і розташування словорозділень є попарно ідентичними, за можливої відмінності значення слів та наголосів у словах.
Прикладом омограми є, зокрема, твір Володимира Книра «Про круту Тоню та крутія Тоні»:

|  | Крутій Тоні — явно, так, їй не здається, крутій Тоні явно так їй не здається. |